# Curcuma globulifera
Curcuma globulifera là một loài thực vật có hoa trong họ Gừng. Loài này được Jana Leong-Škorničková và Sutthinut Soonthornkalump mô tả khoa học đầu tiên năm 2021. Mẫu định danh: Sutthinut Soonthornkalump Sutt-213, thu thập ngày 4 tháng 5 năm 2020, ở cao độ ~500 m, tại phó huyện Sam Muen, huyện Mae Ramat, tỉnh Tak, Thái Lan. Tên gọi địa phương: salika lin thong (สาลิกาลิ้น ทอง) nghĩa là yểng/nhồng lưỡi vàng. Được xếp trong phân chi Curcuma.

## Từ nguyên
Tính từ định danh có nguồn gốc từ tiếng Latinh globuliferus nghĩa là mang hình cầu nhỏ hay hình cầu; ở đây đề cập đến hình dạng gần như hình cầu của các chùm hoa, xuất hiện trên mặt đất ngay trước lá.

## Phân bố
Có ở các tỉnh Tak và Kanchanaburi ở miền tây Thái Lan. Môi trường sống là rừng tre nứa và rừng khộp (Dipterocarpaceae) lá sớm rụng ở cao độ 400–800 m.

## Mô tả
Cây thảo thân rễ lâu năm, cao 25-50(-60) cm. Thân rễ phân nhánh, thân rễ chính hình cầu đến hình trứng, 3,5-4 × 4–5 cm, các nhánh bên ngang sơ cấp nằm ngang, 3-6 × 1-1,7 cm, các nhánh thứ cấp vuông góc hoặc chéo với các nhánh bên, 2-3,5 × ~1 cm, vỏ màu nâu nhạt, phủ vảy màu gỉ sắt và rữa nát, ruột màu nhạt đến vàng rơm, mùi thơm hắc, vị đắng; củ rễ hình trứng đến hình thoi, 2,3-4 × 1,6-2,3 cm, vỏ màu nâu nhạt, ruột màu trắng. Chồi lá tới 5 lá, xuất hiện ngay sau khi ra hoa; thân giả dài 15–35 cm, gồm 2 bẹ không lá và 2-3 bẹ lá, bẹ không lá bên ngoài màu xanh lục ánh nâu, có lông tơ, mép như thủy tinh; lưỡi bẹ dài 1,5–2 mm, 2 thùy, như thủy tinh, màu trắng ánh lục, nửa trong mờ, nhẵn nhụi trừ một ít lông hình cuống dài ~0,1 mm ở mép trên; cuống lá dài 20-45(-60) cm, có rãnh, màu xanh lục, mặt gần trục (rãnh) nhẵn nhụi, mặt xa trục có lông tơ; phiến lá hình elip đến hơi hình trứng ngược, 20-48 × 7-12,5 mm, uốn nếp, mặt gần trục từ xanh vừa đến xanh sẫm, thường với vết màu đỏ hẹp hoặc rộng chạy dọc theo gân giữa có thể có hoặc không hiện ra ở mặt dưới, chạy gần như dọc theo toàn bộ chiều dài của phiến lá, mặt xa trục hơi nhạt hơn, nhẵn nhụi cả hai mặt, gân giữa màu xanh lục với ánh hơi đỏ ở mặt gần trục (màu xanh lục trơn trên cây không có vết màu đỏ), mặt xa trục màu xanh lục với lông thưa (dài ~0,5 mm), mép như thủy tinh, màu trắng nửa trong mờ, rộng ~0,1 mm, đáy tù đến hơi lệchh, đỉnh từ nhọn thon đến nhọn thon hẹp. Cụm hoa bên, mọc trước các chồi lá; gốc cuống cụm hoa từ trong lòng đất, thường với 2 bẹ không lá, gốc màu trắng kem, màu xanh lục nhạt ánh từ ánh đỏ tới nâu, có lông tơ, mép như thủy tinh; chùm xim ~5-9 × 5–7 cm, gồm 14-30(-40) lá bắc sinh sản, không lá bắc mào; lá bắc hình trứng ngược rộng đến hình trứng, 3,8-5,5 × 3,5–6 cm, hợp sinh ở 1/3-1/2 đáy, màu xanh lục tươi đến màu lục ánh nâu với gân màu lục nhạt, mặt gần trục có lông tơ, mặt xa trục nhẵn nhụi, đỉnh nhọn rộng đến tù, uốn ngược mạnh, mép như thủy tinh, có lông mịn (dài ~0,1 mm); xim hoa bọ cạp xoắn ốc tới 3-4 hoa ở các lá bắc sát gốc (2-3 lá bắc thấp nhất không hoa), số lượng giảm dần về phía trên, các hoa ở các lá bắc trên cùng nhất thường kém phát triển hoặc thui và được che phủ bởi các lá bắc con đã phát triển; lá bắc con hình trứng rộng đến hình tam giác, 7,5-11 × 9–14 mm rộng ở gốc (cái bên ngoài lớn nhất), như thủy tinh, màu trắng nửa trong mờ ở gốc với ánh màu xanh lục ở phần xa, đỉnh nhọn rộng, hơi lõm, nhẵn nhụi. Hoa dài ~5 cm, thò ra từ lá bắc; đài hoa dài 6,5–7 mm, 3 răng, vết rạch một bên dài 1,5–2 mm, răng dài ~0,5-0,7 mm với đầu tù, màu trắng nửa trong mờ với ánh màu xanh lục ở phần xa, nhẵn nhụi; ống hoa dài 3-3,5 cm, đáy hình trụ hẹp, nở rộng ở phần xa, mặt ngoài màu trắng đến trắng kem, nhẵn nhụi, mặt trong màu trắng và nhẵn nhụi ở 1/2 đáy, phần xa màu trắng kem với vết màu vàng tươi ở mặt bụng, có lông tơ; thùy tràng lưng hình trứng rộng đến hình tam giác, 10-11 × 9,5–10 mm rộng ở gốc, nửa trong mờ, màu trắng kem đến vàng nhạt, nhẵn nhụi, có nắp ở đỉnh và có mấu nhọn dài ~1 mm, mép như thủy tinh; các thùy tràng bên hình tam giác với đỉnh tù, lõm, 9,1-10 × 7,1-7,5 mm rộng ở gốc, nửa trong mờ, màu trắng kem đến vàng nhạt, nhẵn nhụi, mép như thủy tinh; cánh môi hình trứng rộng đến hình tròn không đều, 13-15 × 13–16 mm, 3 thùy khó thấy, các thùy bên gấp lên trên, thùy giữa thẳng với đường rạch dài ~1 mm, cánh môi màu trắng kem đến vàng nhạt với dải giữa màu vàng tươi kéo dài từ đáy cánh môi đến mép, nhẵn nhụi trừ một ít lông ở đáy; nhị lép bên thuôn dài rộng không đều, 10,5-11 × 7–8 mm, đỉnh tù, gấp vào trong ở tâm của đỉnh, màu trắng kem đến vàng nhạt, mặt gần trục có lông tuyến, mặt xa trục nhẵn nhụi; nhị dài ~7 mm; chỉ nhị dài 5,5–6 mm, rộng 4,5 mm ở gốc, rộng ~1,5 mm ở điểm đính, màu trắng kem đến vàng rất nhạt, mặt xa trục có lông với các lông tuyến; bao phấn có cựa, hình trứng, dài 5,5–6 mm (kể cả cựa), rộng ~2,5–3 mm ở đáy, mô liên kết màu trắng kem đến vàng rất nhạt, có lông tuyến ở các bên và ở mặt xa trục, cựa bao phấn hình tam giác hẹp, dài ~2 mm, đỉnh nhọn, hơi cong xuống, không mào bao phấn; mô vỏ bao phấn dài 3 mm, nứt dọc theo toàn bộ chiều dài, màu trắng, nhẵn nhụi, phấn hoa màu trắng; tuyến trên bầu 2, hình trụ, đỉnh tù không đều, dài 2-2,5 mm, đường kính ~0,7 mm, màu vàng; vòi nhụy màu trắng, nhẵn nhụi; đầu nhụy hình đầu, ~1 × 0,5 mm, màu trắng; lỗ nhỏ nhẵn, thưa lông rung, hướng về phía trước; bầu nhụy hình trứng, 2,5-2,6 × 1,5-1,9 mm, 3 ngăn, màu trắng đến kem, noãn đính trụ, có lông tơ. Không thấy quả và hạt. Cây ra hoa vào mùa mưa kéo dài từ tháng 5 đến tháng 8. Cây ngủ đông vào tháng 12. Hoa nở vào buổi sáng và kéo dài một ngày.
Tương tự như C. strobilifera ở cụm hoa dày đặc hình cầu đến hình elip trên cuống ngắn gồm các lá bắc màu xanh lục và hoa màu vàng, nhưng khác ở chỗ thân rễ có cấu trúc phân nhánh rõ nét, các cụm hoa bên xuất hiện ngay trước lá, hoa có nhị lép màu vàng nhạt và cánh môi màu vàng nhạt với dải giữa sẫm màu; so với thân rễ bao gồm các chuỗi gồm vài thân rễ hình cầu không phân nhánh, cụm hoa trung tâm với hoa có cánh môi và các nhị lép bên màu vàng ấm đồng nhất ở C. strobilifera.

## Sử dụng
Cây này được bán làm cây cảnh ở các chợ địa phương, và được sử dụng trong các hoạt động tâm linh địa phương, trong đó thân rễ và chùm hoa khô là một thành phần làm một loại bùa hộ mệnh nhằm mục tiêu thu hút sự chú ý và để nổi tiếng.